# Kellerei Hilsbach
Die Kellerei Hilsbach war vom 16. Jahrhundert bis 1803 ein Amtsbereich der kurpfälzischen Domänenverwaltung innerhalb des Oberamtes Mosbach.

## Kellerei ab 1517
Hilsbach kam 1310 an die Kurpfalz, und 1517 erhielten die Herren von Venningen, die viele kurpfälzische Burgvögte auf dem nahen Steinsberg stellten, den Steinsberg, Weiler und weitere Höfe als kurpfälzisches Lehen.
Die kurpfälzische Vogtei wurde daraufhin vom Steinsberg nach Hilsbach verlegt und dort 1517 eine kurpfälzische Kellerei errichtet. Die Verwaltung der Kurpfalz war in 18 Oberämter eingeteilt, und Hilsbach unterstand dem Oberamt Mosbach ebenso wie die Kellereien Eberbach, Lohrbach, Neckarelz und Minneburg.

## Amtsbereich 1670

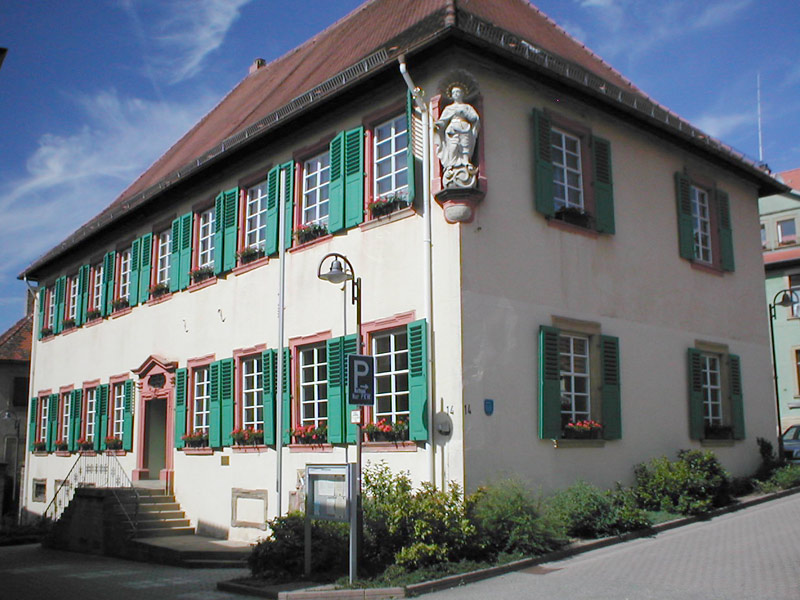
Amtskellereigebäude in Hilsbach von 1732/33

1670 bestand die Kellerei Hilsbach aus zehn Orten und zwei Höfen, die sich im Vollbesitz der Kurpfalz befanden, und weiteren Orten, in denen die Kurpfalz nur einzelne Rechte und Einkünfte besaß. Im Vollbesitz befanden sich: Hilsbach, Sinsheim, Elsenz, Kirchardt, Reihen, Richen, Schluchtern, Stebbach, Steinsfurt, die Burg Streichenberg (heute Gemmingen), der Immelhäuser Hof (heute Sinsheim) und der Ursenbacher Hof (Daisbach).
Weitere Rechte und Abgaben besaß die Kurpfalz in Adelshofen, Adersbach, Berwangen, Daisbach, auf dem Dammhof, in Dühren, Fürfeld, Gemmingen, Grombach, Großgartach, Güglingen, Hoffenheim, Kirchhausen, Landshausen, Massenbach, Massenbachhausen, Niederhofen, Nordheim, Rohrbach am Gießhübel, Rohrbach bei Sinsheim, Schwaigern, Stetten am Heuchelberg, Tiefenbach, Waibstadt, Waldangelloch, Weiler und auf dem Steinsberg.
1732/33 wurde ein neues Kellereigebäude in Hilsbach errichtet. Die Marienfigur an der Gebäudeecke schuf wohl derselbe Meister, von dem auch die Sinsheimer Gottesmutter vom Pfälzer Hof stammt.
Durch den Reichsdeputationshauptschluss 1803 und die Auflösung der Kurpfalz kam die Kellerei Hilsbach mit ihren zugehörigen Orten an die Fürsten von Leiningen. Die Rheinbundakte mediatisierte 1806 das Haus Leiningen, die Fürsten von Leiningen wurden Standesherren unter der Souveränität Badens. Die Kellerei Hilsbach wurde nun zum fürstlich-leiningischen Amt Hilsbach in der Provinz des Unterrheins bzw. der badischen Pfalzgrafschaft mit Sitz in Mannheim. 1809 wurde das Amt Hilsbach aufgelöst.

## Amtmänner der Kellerei
| 1517      | Nicolas von Siglingen                                   |
| 1519–1536 | Hans vom Zweifel                                        |
| 1537–1572 | Conrad vom Zweiffel († 4. Juni 1572)                    |
| 1573–1577 | Johann Engelhardt von Mohr                              |
| 1581–1584 | Peter Valentin (von) Krug                               |
| 1585–1590 | Hans Jörg Diemar                                        |
| 1591–1613 | Erasmus Walstetter († 28. März 1613)                    |
| 1613–1620 | Anselm Glöckner                                         |
| 1628      | Christoff Beckelhaub                                    |
| 1637–1638 | Johann Diemar                                           |
| bis 1649  | Bernhard Beringer                                       |
| 1649      | Flavian Hemelius                                        |
| 1652–1665 | Johannes Baptista Paravicini († 1. Mai 1665)            |
| 1665–1667 | Johann Jakob Lumpert (1653–1665 Schultheiß in Eppingen) |
| 1668–1671 | Johann Georg Erkenbrecht                                |
| 1671–1677 | Wilhelm Adam Reyger (1667–1673 Schultheiß in Eppingen)  |
| 1680–1683 | Johann Friedrich Schenk                                 |
| 1683–1739 | Johann Carl Vollmar († 26. Februar 1739)                |
| 1739–1760 | Maximilian Heinrich Cronnacher († 7. Juni 1760)         |
| 1760–1787 | Friedrich Jung († 4. Februar 1801 in Mannheim)          |
| 1787–1802 | Franz von Vogel                                         |
| 1802–1804 | van der Mast                                            |
| 1808–1813 | Anton Ortallo                                           |